# Ceratophaga haidarabadi
Ceratophaga haidarabadi är en fjärilsart som beskrevs av Aleksei Konstantinovich Zagulajev 1966. Ceratophaga haidarabadi ingår i släktet Ceratophaga och familjen äkta malar. Inga underarter finns listade i Catalogue of Life.